# St. Servatius (Kirchveischede)

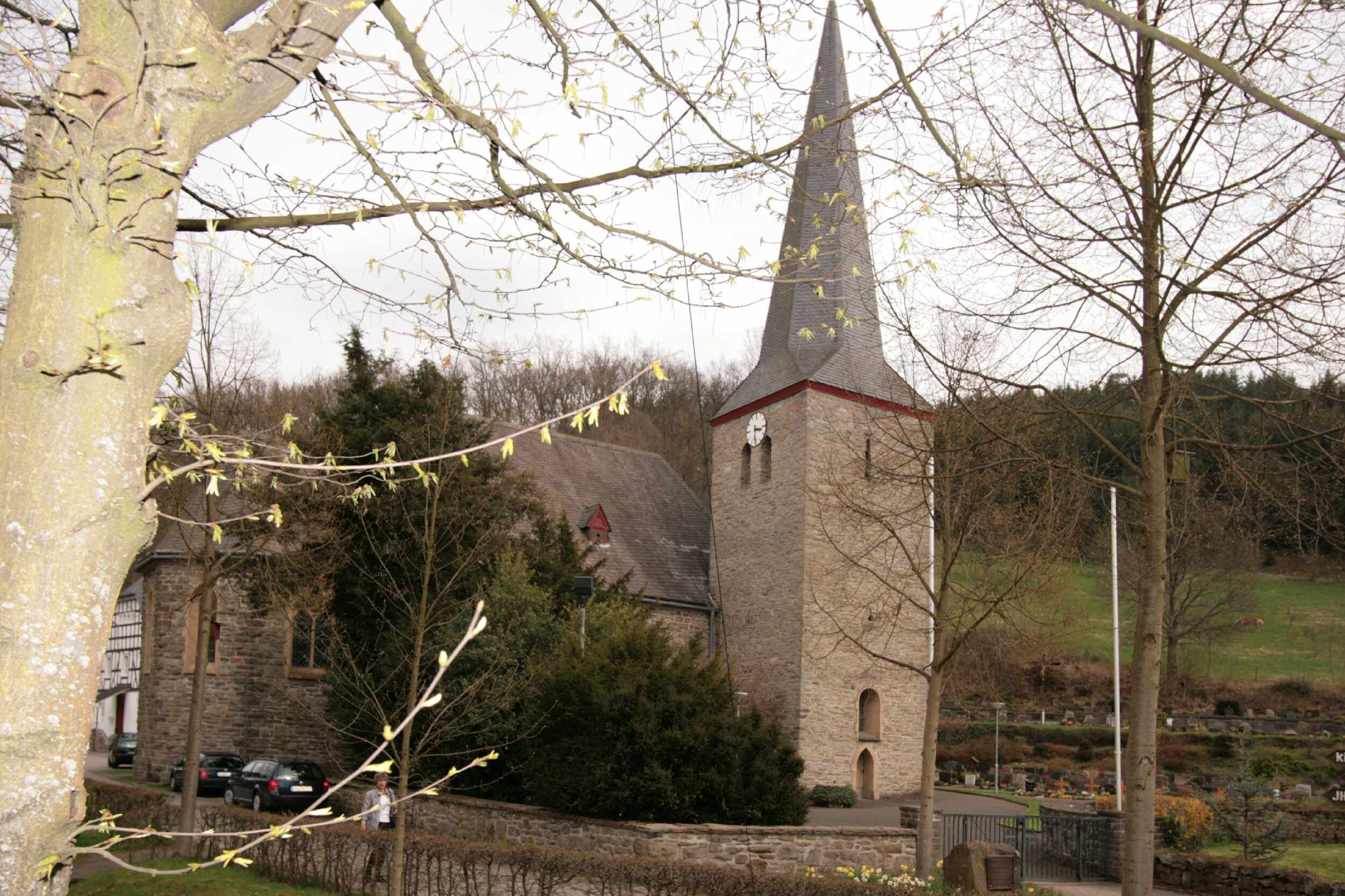
St.-Servatius-Kirche

Die St.- Servatius-Kirche in Kirchveischede im Kreis Olpe ist eine katholische Pfarrkirche, deren Entstehung ins 13. Jahrhundert zurückreicht.
Die Pfarrkirche aus der Zeit der Frühgotik besteht aus einem einschiffigen Saal. 1908 wurde die Kirche im Einvernehmen mit dem Landeskonservator durch den Bauunternehmer Wilhelm Sunder-Plassmann aus Förde (heute Grevenbrück) um einen Anbau im Norden erweitert. Dort hängt ein barockes Gemälde, das die Opferung Mariens darstellt. Der Eingang zur Kirche befindet sich an der Westseite des Anbaus. Der Kirchturm schließt sich unmittelbar westlich an das Kirchenschiff an und wird beim Gottesdienst mit genutzt.
Schutzheiliger ist der heilige Servatius, der auf einem Kirchenfenster dargestellt wird. Die alte barocke Kanzel wurde um 1700 in der Attendorner Bildhauerwerkstatt Sasse geschaffen, sie wurde in den Jahren 1990/92 grundlegend restauriert. Der Wandtabernakel enthält eine schmiedeeiserne Tür. Die Orgel stammt aus der Zeit um 1758 und ist ein Werk von Ignatz Seuffert. An der Außenseite der Orgelbühne befinden sich insgesamt 16 Bilder aus der Zeit der Entstehung, die in der Mitte Jesus und Maria darstellen. Sie sind umgeben von Bildern der Apostel Petrus und Paulus sowie anderer Apostel und Evangelisten. Unterhalb der Orgelbühne befinden sich zwei Grabplatten, deren Inschriften nicht mehr lesbar sind.
In dem frühgotischen (alten) Chorraum befindet sich eine Pietà, die von dem Bildhauer Matthias Beule erstellt wurde. Beule unterhielt in den Jahren 1906 bis 1909 ein Atelier im benachbarten Olpe und wurde später durch sein Wirken in Kirchneubauten in Oberschlesien bekannt.

## Bildauswahl (Innenausstattung)

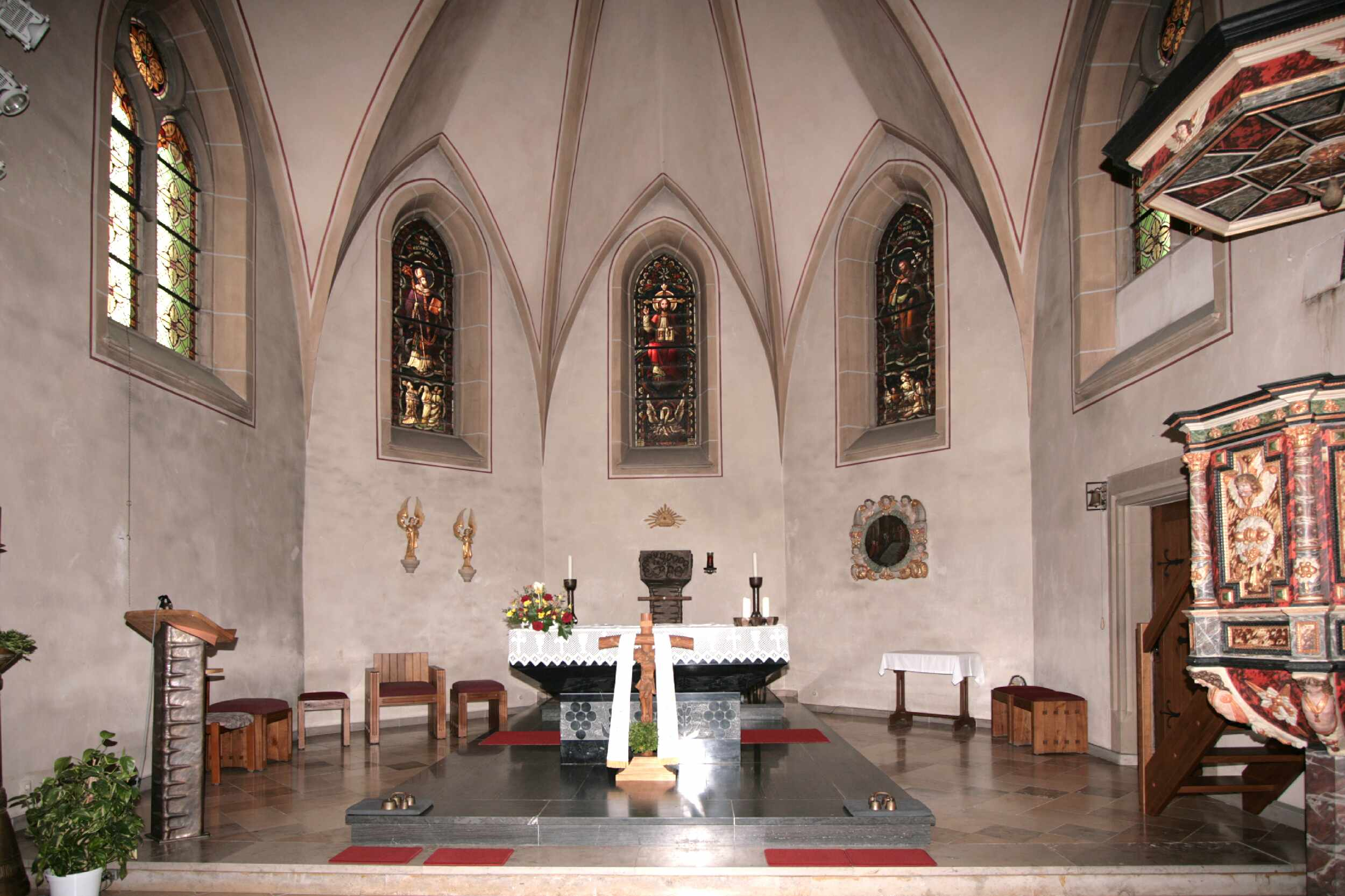
Altar
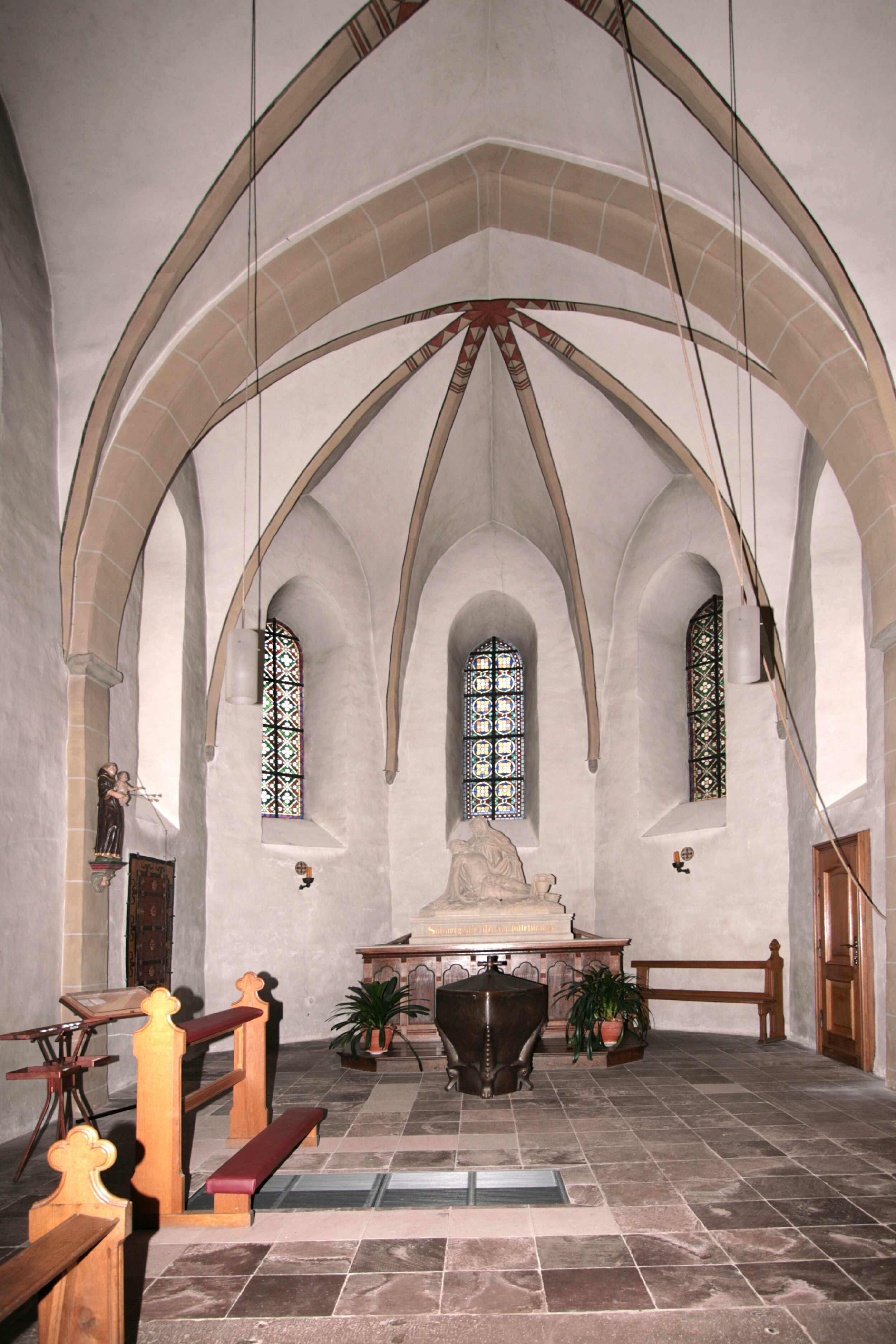
Frühgotischer (alter) Chorraum mit Pietà
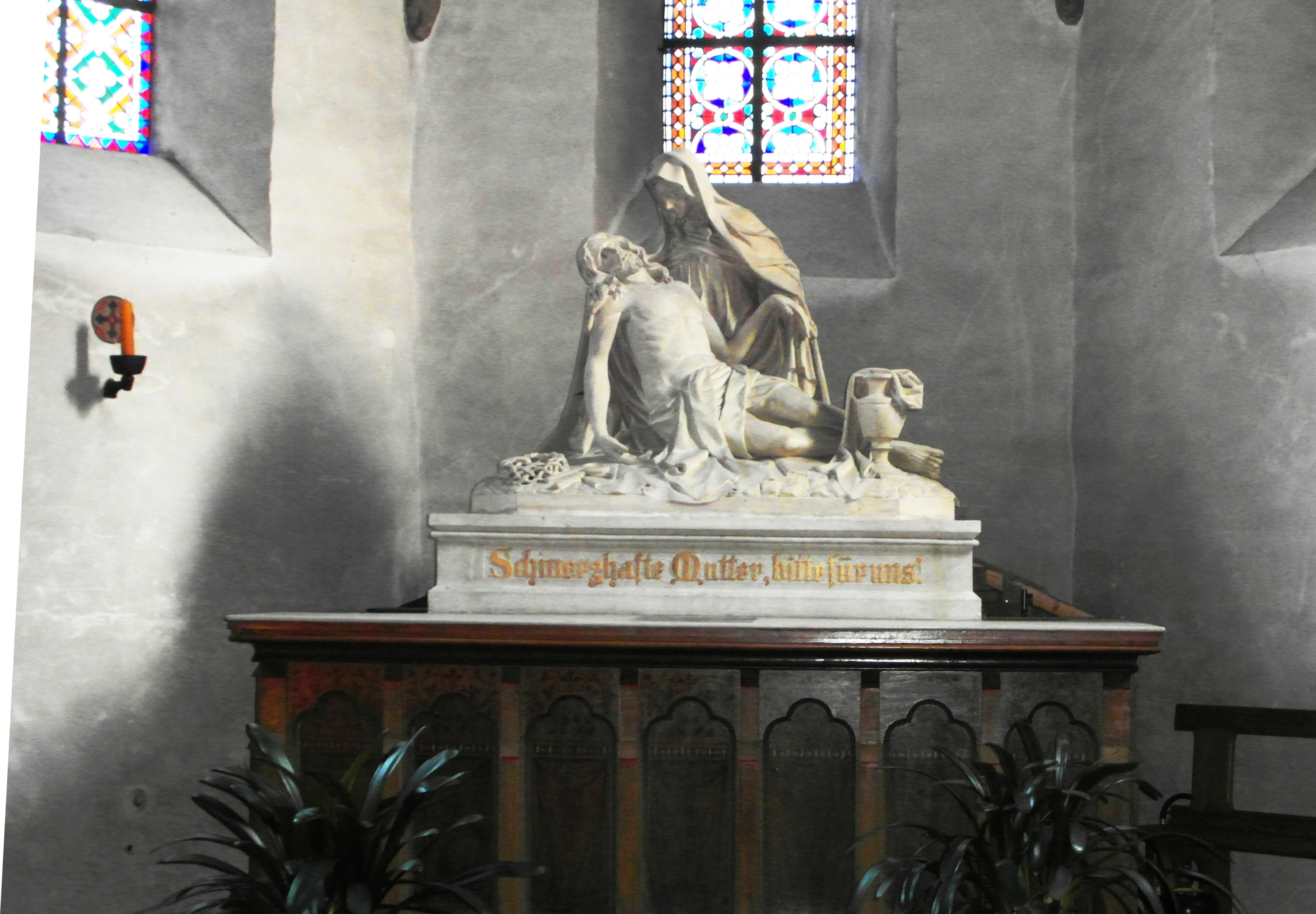
Pietà (v. Matthias Beule)
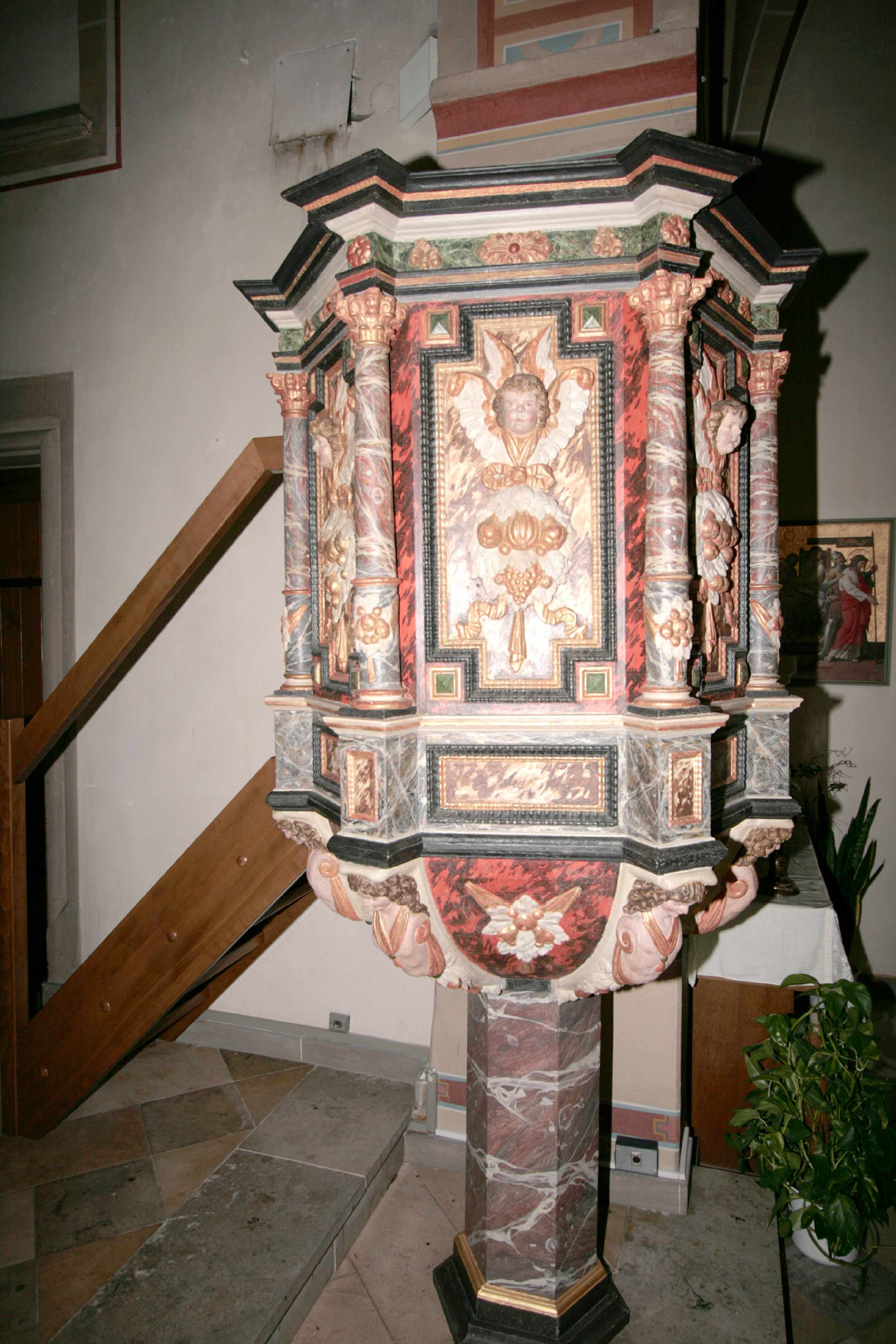
Kanzel (barock)
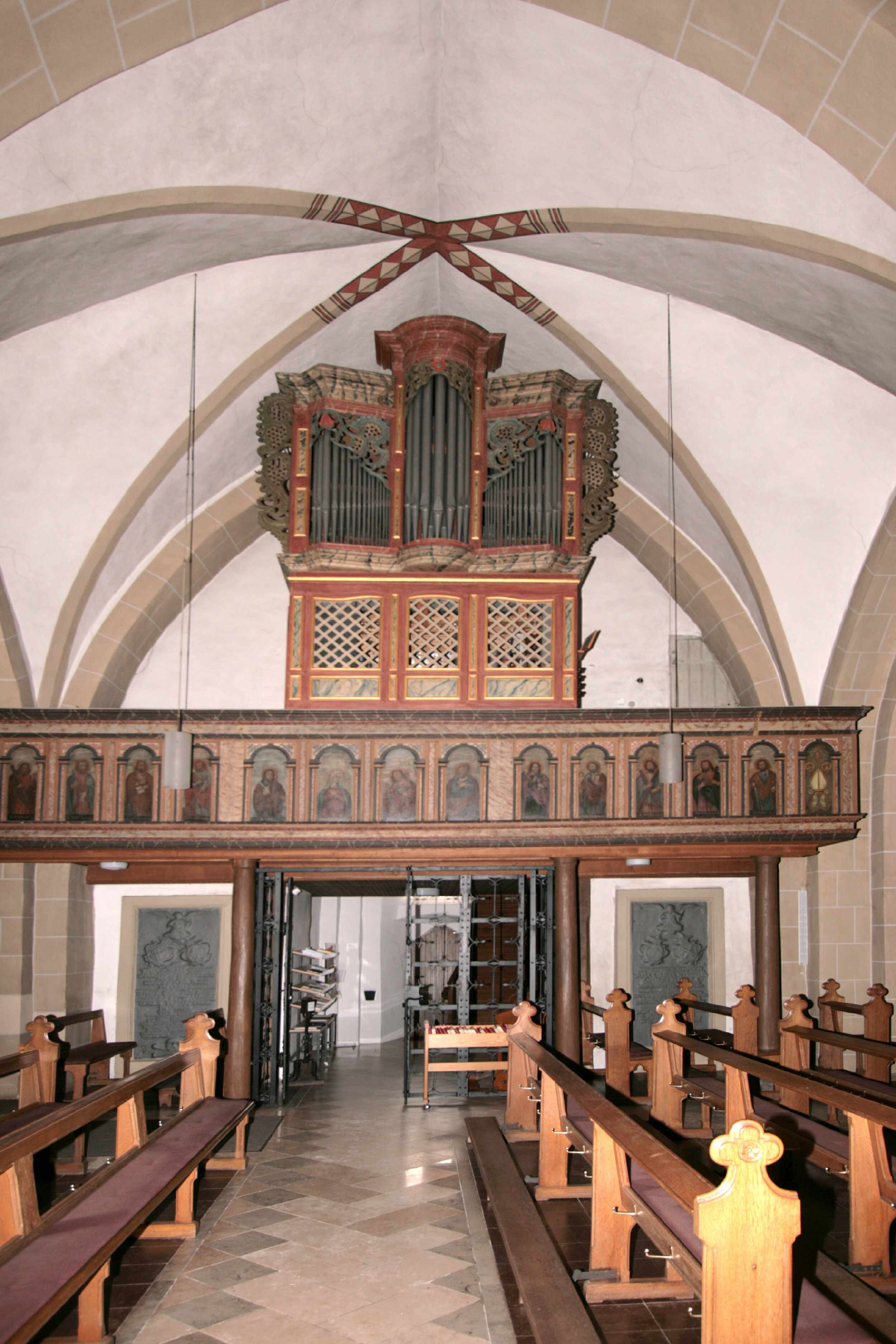
Orgel
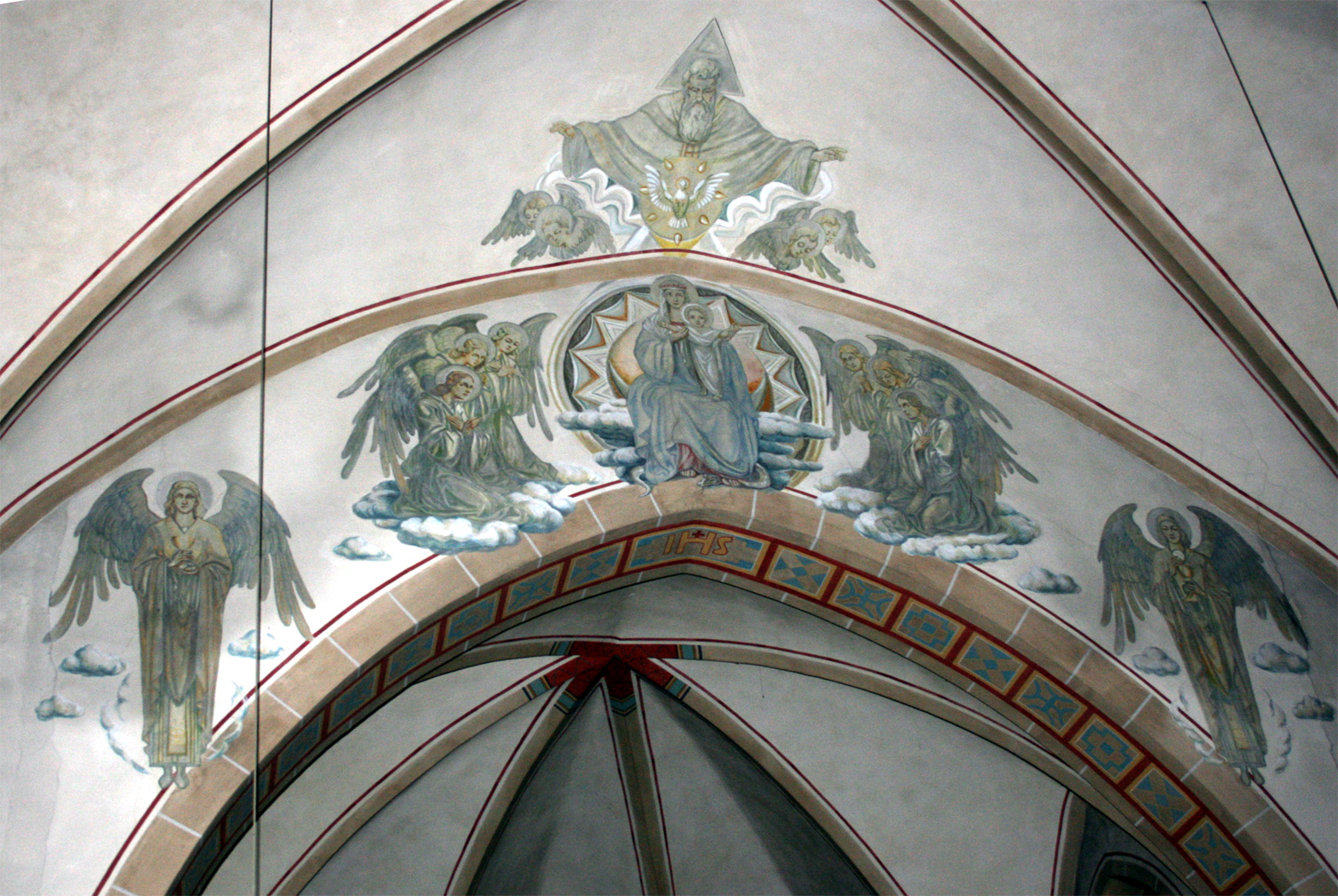
Wandmalerei